# Systropus currani
Systropus currani är en tvåvingeart som beskrevs av Carrera och Andretta 1950. Systropus currani ingår i släktet Systropus och familjen svävflugor. Inga underarter finns listade i Catalogue of Life.